# آل التفاخ
آل التفاخ کتابی است به زبان عربی در باب عشایر و طوایف استان خوزستان به تألیف علی نعمة الحلو. این کتاب به سال ۱۳۹۰ (قمری) / ۱۹۷۰ م در نجف به چاپ رسیده است.